# دان فايسن
دان فايسن هو لاعب كرة قدم بلجيكي في مركز الدفاع، ولد في 11 يوليو 1981 في لياج في بلجيكا. لعب مع آود هيفرلي لوفين وسريع ميشيلين ونادي جينك ونادي سينت ترويدن.